# Казармы Патча

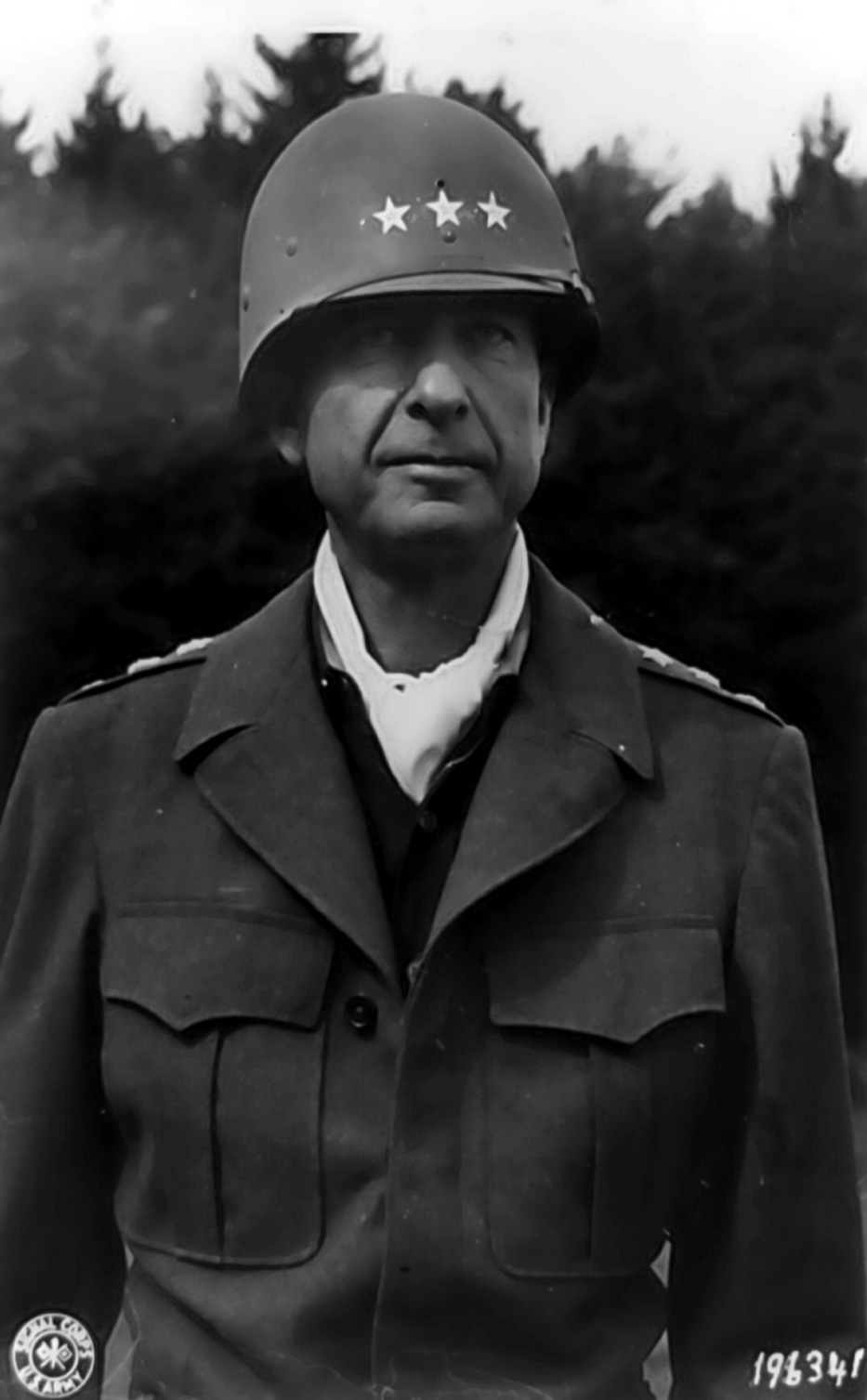
Александр Патч.

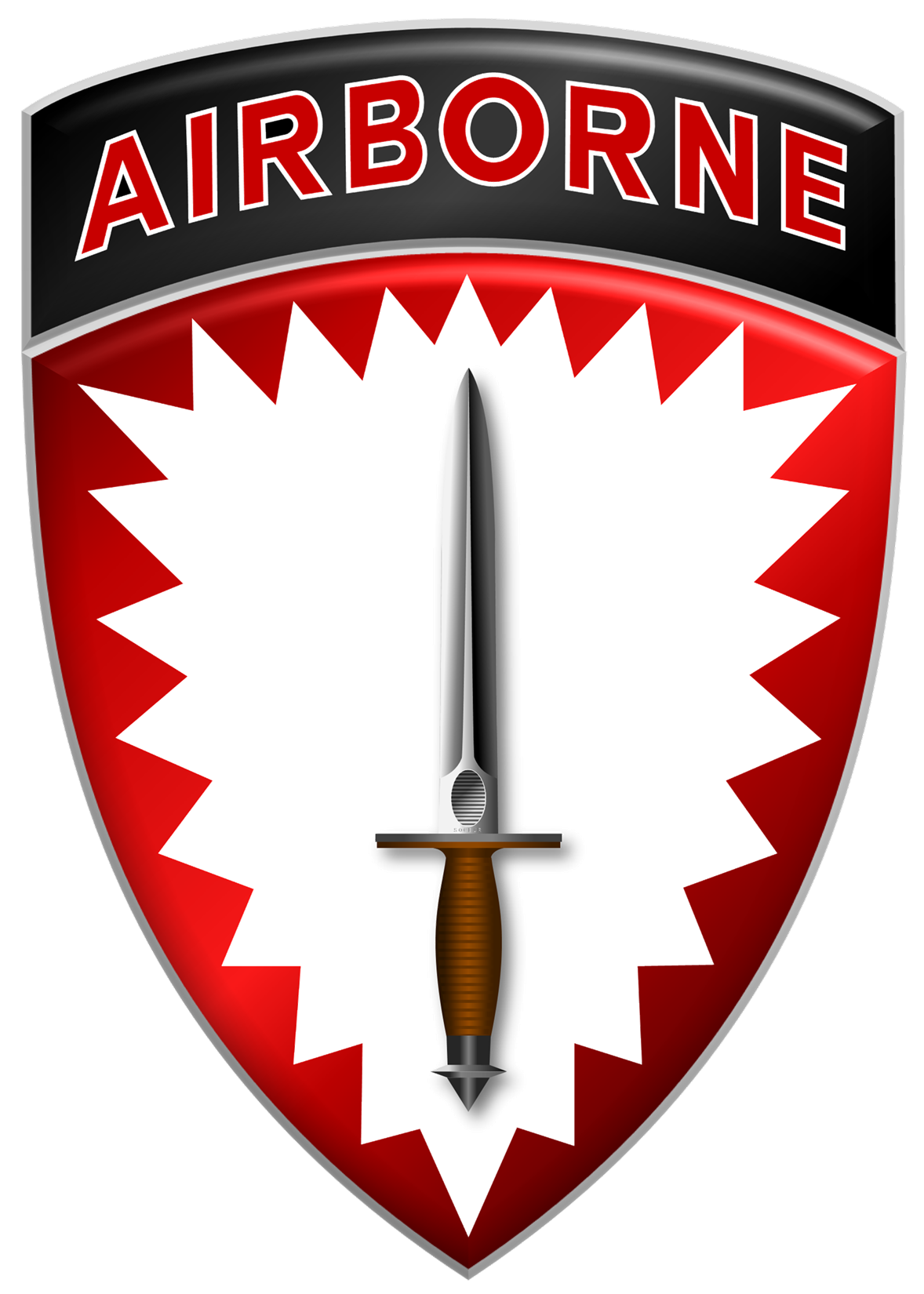
Логотип SOCEUR

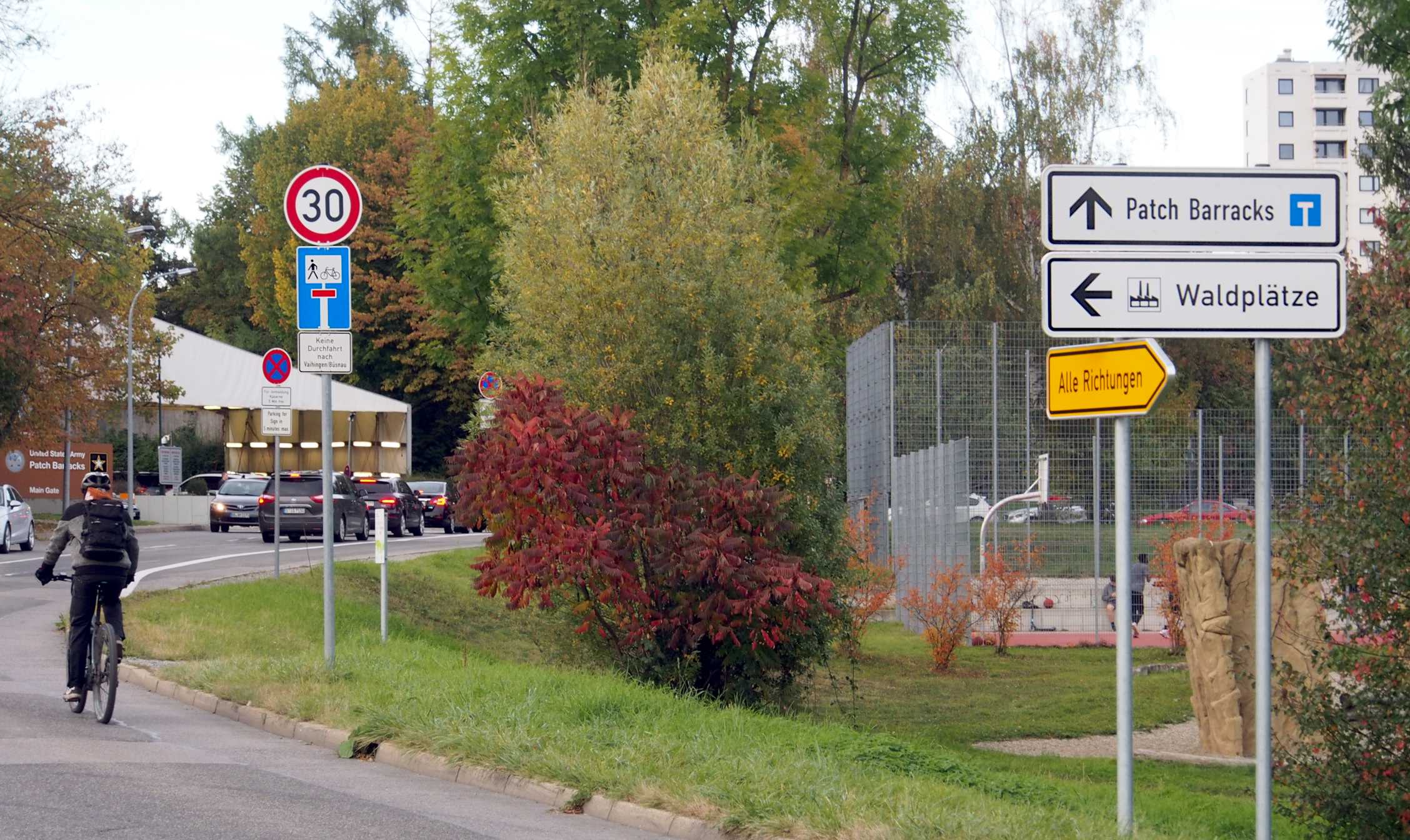
Основной вход

Казармы Патча (англ. Patch Barracks) — военная база США в Штутгарте, Германия. Названа в честь генерала армии США Александра М. Патча (1889—1945).

## История
Казармы были построены в 1936—1937 годах для немецкой армии (Heer) (Kurmärker Kaserne). Во время Второй мировой войны служили штабом и казармами 7-го танкового полка вермахта, с соответствующими стрельбищами и учебными полигонами, расположенными в близлежащем Panzer Kaserne.
В 1952 году поступили в распоряжение армии США и были переименованы в Казармы Патча (Patch Barracks).

## Воинские части
- Европейское командование США (EUCOM), Объединенное боевое командование Министерства обороны США для Европы и Северной Азии.
- Командование специальных операций в Европе (SOCEUR), которое командует подразделениями Сил специальных операций США в Европе.
- Агентство оборонных информационных систем
- Подрядная организация по оборонным информационным технологиям
- Представительство NSA / CSS в Европе (NCEUR)[1]

## Недавняя история
В 2022 году в казармах Патча разместился Координационный центр (Donors Co-ordination Cell, IDCC) по поставке Украине военной техники для защиты от российского вторжения в Украину в 2022 году.